# Danh sách hồ tại Hà Nội

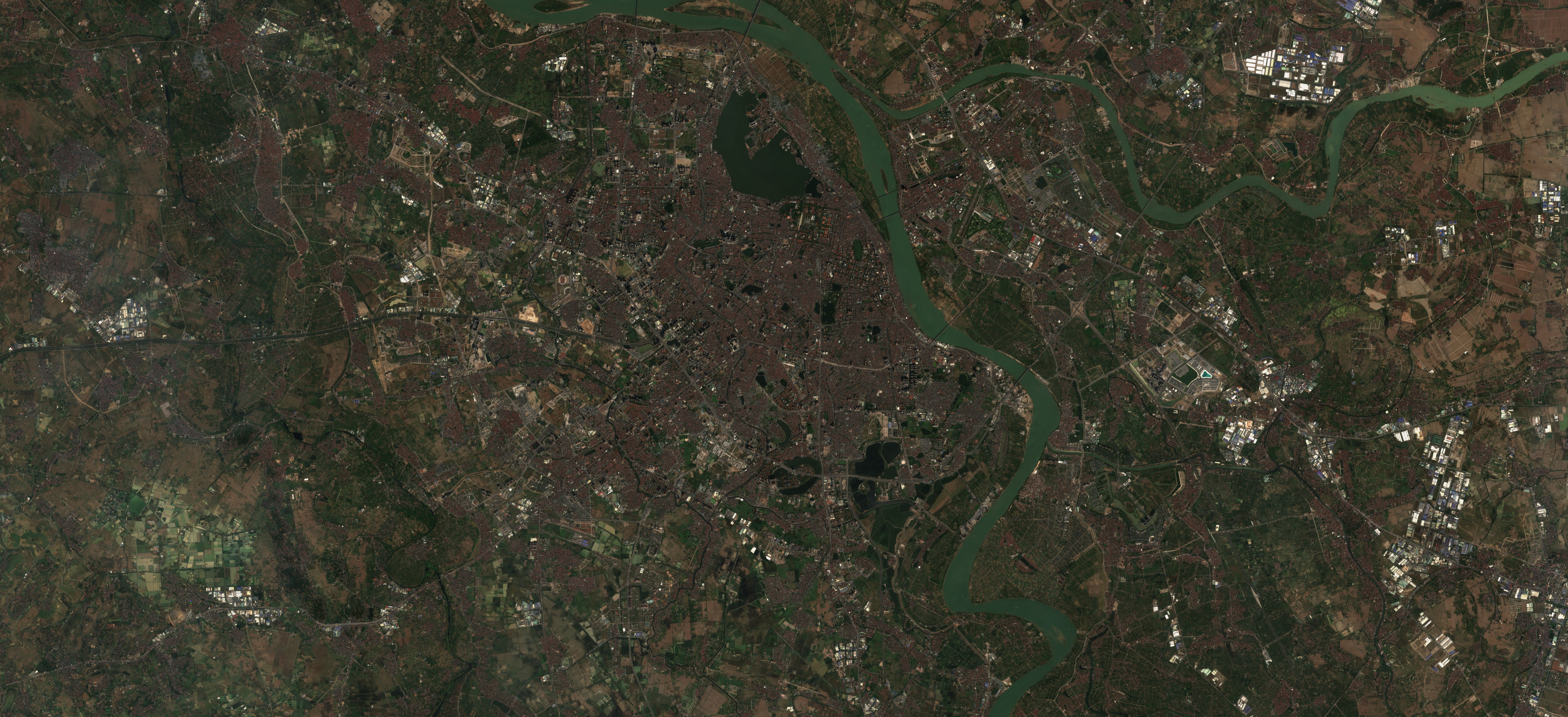
Trung tâm Hà Nội năm 2021 nhìn từ vệ tinh nhân tạo

Các hồ tại Hà Nội rất phong phú, được hình thành qua những biến động địa chất qua hàng vạn năm của sông Hồng và vùng hạ lưu, dòng chảy của những con sông khác qua địa phận Hà Nội bắt nguồn từ con sông này, như sông Tô Lịch, sông Kim Ngưu, ... hoặc chảy vào con sông này. Theo nguyên tắc, "tụ thủy là tụ nhân" trong phong thủy, Hà Nội được chọn là "đế đô muôn đời" như Chiếu dời đô của Lý Công Uẩn khẳng định, cũng một phần vì là vùng đất có nhiều hồ với vô vàn thắng cảnh bao quanh, và những con sông, ngọn núi như chầu về.

## Đặc điểm
Vùng nội thành Hà Nội vốn được miêu tả "Nhị Hà nằm ở phía Đông, Kim Ngưu Tô Lịch là sông bên này", là một vùng đồng bằng nhiều sông ngòi. Thêm nữa, vùng đất bên trong các con sông cổ do phù sa bồi tụ không hoàn toàn tạo nên nhiều vùng trũng và hình thành nhiều hồ, ao. Hồ của Hà Nội là một đặc trưng tạo nên những mảng xanh tự nhiên đặc biệt cho thành phố, khác biệt với nhiều đô thị khác như Thành phố Hồ Chí Minh vốn rất ít ao hồ và dày đặc dân cư.
Hà Nội là một vùng đất có văn hoá phong phú và lịch sử lâu đời, nên rất nhiều hồ ở đây gắn liền với các truyền thuyết, thần thoại của dân tộc. Nhiều hồ như hồ Hoàn Kiếm và hồ Tây cũng đã trở thành một phần của văn hóa đô thị Hà Nội.
Một số hồ ở nội thành Hà Nội trở thành một phần của các công viên như hồ trong Vườn bách thảo Hà Nội, hồ Bảy Mẫu trong Công viên Thống Nhất, hồ Thủ Lệ trong Vườn Bách thú Hà Nội, hồ Nghĩa Đô trong công viên Nghĩa Đô hay hồ Yên Sở. Một số hồ nội thành khác đóng vai trò là khu vực điều tiết khí hậu và điều hòa lưu lượng nước thải trong thành phố.
Còn ở ngoại thành, ngoài các đầm và hồ tự nhiên còn có rất nhiều hồ nhân tạo ở các vùng núi như Sóc Sơn, Ba Vì được xây dựng để phục vụ công tác thủy lợi. Nhiều hồ ở đây cũng đã trở thành khu du lịch hoặc dã ngoại nổi tiếng như hồ Đồng Đò ở Sóc Sơn hay hồ Đồng Mô ở Sơn Tây.
Rất nhiều hồ ở nội thành hiện nay, do sự lấn chiếm của dân cư, san lấp đô thị hoá, đã biến mất một phần hoặc vĩnh viễn. Hiện nay, các hồ còn lại đang được thành phố xúc tiến nạo vét, thanh tẩy nước và tiến hành cải tạo, xây dựng các hạ tầng cơ sở xung quanh hồ như làm đường, xây bờ kè.
Các hồ ao diện tích lớn nhất ở nội thành:
- Hồ Đồng Mô: 850 ha
- Hồ Tây 527,17 ha
- Hồ Linh Đàm 84,4 ha
- Hồ trong công viên Yên Sở 50 ha
- Hồ điều hòa Yên Sở 30 ha
- Hồ Trúc Bạch 22 ha
- Hồ Bảy Mẫu 22 ha
- Hồ Yên Duyên 20 ha (Yên Sở, Hoàng Mai)
- Hồ Định Công 19,2 ha
- Ao cá Bác Hồ 17 ha (Yên Sở, Hoàng Mai)
- Ao Vũng Binh 16,84 ha (Trần Phú, Hoàng Mai)
- Hồ khu đô thị nam Thăng Long 13,86 ha
- Hồ Đống Đa 13,567 ha
- Hồ Harmony 12,4 ha (Việt Hưng, Long Biên)
- Hồ Nam Cường 12,15 ha (Dương Nội, Hà Đông)
- Hồ Hoàn Kiếm 11,439 ha
- Ao Áp 10 ha (Yên Sở, Hoàng Mai)
- Hồ Hóa Nhựa 8,8 ha (Bồ Đề, Long Biên)
- Hồ Tiếp Viên 8,6 ha (Bồ Đề, Long Biên)
- Hồ Cánh Nhạn 8,498 ha (Thanh Nhàn, Hai Bà Trưng)
- Hồ Khương Trung 1 (Đầm Hồng) 8,455 ha
- Hồ Vinhomes Green Bay 8 ha (Nam Từ Liêm)
- Ao sông Huê 7,9 ha (Lĩnh Nam, Hoàng Mai)
- Hồ Đền Lừ 7,56 ha
- Hồ công viên Thanh Xuân 7,44 ha
- Ao Giữa 7,1 ha (Trần Phú, Hoàng Mai)
- Hồ Giảng Võ 6,8 ha (Ba Đình)
- Hồ Thiền Quang 6,017 ha (Hai Bà Trưng)
- Hồ Thành Công 6,0 ha
- Hồ Thủ Lệ 6,0 ha
- Hồ Đô Nghĩa 5,94 ha (Hà Đông)
- Hồ Quảng Bá 5,442 ha (Nhật Tân, Tây Hồ)
- Hồ công viên Hòa Bình 5,4 ha
- Hồ trung tâm hội nghị quốc gia 5,2 ha (Nam Từ Liêm)
- Hồ Đầm Khê 5,1 ha (Hà Đông)
- Hồ Vực 5 ha (Việt Hưng, Long Biên)
- Hồ sinh thái 5 ha (Bồ Đề, Long Biên)
- Hồ Nghĩa Đô 4,69 ha
- Hồ Nam Đồng (Trung Tự) 4,404 ha
- Hồ Rùa 4,403 ha (Thanh Xuân)
- Ao sông Con 4,4 ha (Lĩnh Nam, Hoàng Mai)
- Hồ Vĩnh Hoàng 4,39 ha (Hoàng Mai)
- Hồ Ba Mẫu 4,318 ha
- Hồ Đầu Băng 4,25 ha (Bồ Đề, Long Biên)
- Hồ Hạ Đình 4,123 ha (Thanh Xuân)
- Hồ Tư Đình 4 ha (Long Biên)
- Hồ kho Ba 4 ha (Bắc Từ Liêm)
- Ao Đầm Trị (Quảng An, Tây Hồ)
- Ao Đầm Đông 3,868 ha (Quảng An, Tây Hồ)
- Ao Thủy Sứ trên 3,846 ha (Quảng An, Tây Hồ)
- Hồ Vincom 3,85 ha (Việt Hưng, Long Biên)
- Hồ Trung Văn 3,7 ha
- Hồ Ngọc Khánh 3,58 ha
- Hồ Linh Quang 3,52 ha
- Hồ Đầm Khê 3,51 ha (Hà Đông)
- Hồ Bách Thảo 3,451 ha (Ba Đình)
- Hồ Tai Trâu 3,2 ha (Long Biên)
- Hồ Đầm Chuối 3,053 ha
- Hồ Vĩnh Hưng 3 ha (Hoàng Mai)
- Hồ Bloc 3 ha (Đại Mỗ, Nam Từ Liêm)
- Hồ Cầu Tình 2,9 ha (Gia Thụy, Long Biên)
- Hồ Văn 2,86 ha (Hà Đông)
- Hồ Võ 2,86 ha (Hà Đông)
- Hồ Ủy ban 2,65 ha (Bồ Đề, Long Biên)
- Hồ Cần 2,6 ha (Thanh Nhàn, Hai Bà Trưng)
- Hồ Song 2,6 ha (Nam Từ Liêm)
- Hồ Đầm Sòi 2,5 ha (Định Công, Hoàng Mai)
- Hồ Cự Khối 2 rộng 2,5 ha
- Hồ số 1 Thạch Bàn 2,28 ha
- Hồ Đồng 2,22 ha (Thượng Cát, Bắc Từ Liêm)
- Hồ Tứ Liên 2,21 ha (Tây Hồ)
- Áo cá Bác Hồ 2,2 ha (Vĩnh Tuy, Hai Bà Trưng)
- Hồ Đầm Hồng (Khương Trung 2) 2,196 ha
- Hồ điều hòa công viên phía nam cạnh nghĩa trang Mai Dịch 2,14 ha
- Ao chùa Phổ Linh 2,086 ha (Tây Hồ)
- Hồ Lâm Du 1,95 ha (Long Biên)
- Hồ Kim Liên lớn 1,882 ha
- Ao Vả 1,755 ha (Quảng An, Tây Hồ)
- Hồ Kim Đồng 1,74 ha
- Hồ Vục 1,67 ha (Long Biên, Long Biên)
- Hồ Láng Thượng 1,632 ha
- Hồ Đấu 1,508 ha (Thanh Nhàn, Hai Bà Trưng)
- Hồ Thạch Bàn 1 rộng 1,5 ha
- Hồ Hùng Thông 1,49 ha (Cổ Nhuế 2, Bắc Từ Liêm)
- Ao Đình 1,49 ha (Thượng Cát, Bắc Từ Liêm)
- Hồ Văn Chương 1,485 ha
- Hồ công viên Cầu Giấy 1,46 ha
- Hồ Tân Thụy 1,44 ha (Phúc Đồng, Long Biên)
- Hồ Thạch Bàn 2 rộng 1,4 ha
- Hồ Điều hòa 1,4 ha (Cổ Nhuế 1, Bắc Từ Liêm)
- Ao xí nghiệp Gà 1,34 ha (Cổ Nhuế 2, Bắc Từ Liêm)
- Hồ Gia Quất 1,3 ha (Long Biên)
- Hồ công viên 1,28 ha (Ngọc Lâm, Long Biên)
- Hồ K4 phi trường 1,2 ha (Long Biên)
- Hồ điều hòa S bắc nghĩa trang Mai Dịch 1,17 ha
- Hồ Phương Liệt 1,143 ha
- Hồ sinh thái K10 rộng 1,1 ha (Bồ Đề, Long Biên)
- Hồ Sài Đồng 1,08 ha
- Hồ Đầm Tròn 1,067 ha (Ngọc Hà, Ba Đình)
- Hồ Bảy Gian 1,042 ha (Ngọc Hà, Ba Đình)
- Hồ Hố Mẻ 1,036 ha
- Hồ trong khu đô thị Viglacera 1,016 ha  (Xuân Phương, Nam Từ Liêm)
- Hồ Đầm Nấm 2 rộng 1 ha (Thượng Thanh, Long Biên)

Một số hồ nội thành khác (4 quận trung tâm và ven):
- Hồ Hào Nam 0,56 ha
- Hồ Giám 0,45 ha
- Hồ Khương Đình  0,53 ha
- Hồ Hữu Tiệp 0,15 ha
- Hồ đình Ngọc Hà 0,5 ha
- Hồ Hai Bà Trưng 0,11 ha
- Hồ Quỳnh 1 rộng 0,75 ha
- Hồ Kim Liên nhỏ 0,45 ha
- Hồ đình Ái Mộ 0,53 ha
- Ao Láng 0,7 ha (Tây Hồ)
- Ao Hàm Long 0,78 ha (Tây Hồ)

## Danh sách hồ ở Hà Nội
Danh sách các hồ nổi bật thuộc địa phận Hà Nội.
| Đơn vị hành chính cấp huyện | Hồ                                        | Ghi chú | Hình ảnh |
| --------------------------- | ----------------------------------------- | --- | -------- |
| Ba Đình                     | Hồ Bách Thảo                              | Cụm hai hồ nước nhỏ nằm trong Vườn bách thảo Hà Nội |          |
| Ba Đình                     | Hồ Trúc Bạch                              | Nằm phía đông nam hồ Tây, từng là một phần hồ Tây |          |
| Ba Đình                     | Hồ Giảng Võ                               | Nằm giữa phố Ngọc Khánh và Trần Huy Liệu |          |
| Ba Đình                     | Hồ Thủ Lệ                                 | Nằm giữa phố Kim Mã, phố Đào Tấn và phố Nguyễn Văn Ngọc, là hồ điều hòa của công viên Thủ Lệ |          |
| Ba Đình                     | Hồ Ngọc Khánh                             | Nằm giữa đường Nguyễn Chí Thanh, phố Phạm Huy Thông và ngõ 535 phố Kim Mã |          |
| Ba Đình                     | Hồ Thành Công                             | Nằm giữa phố Thành Công, phố Láng Hạ, phố Huỳnh Thúc Kháng và phố Nguyên Hồng |          |
| Ba Đình                     | Hồ Hữu Tiệp                               | Là di tích lịch sử, nằm ở Ngọc Hà, tại đây vẫn còn một phần của chiếc máy bay B-52 bị bắn rơi năm 1972 |          |
| Cầu Giấy                    | Hồ Nghĩa Đô                               | Nằm trong khuôn viên công viên Nghĩa Đô trên đường Nguyễn Văn Huyên |          |
| Cầu Giấy                    | Ao Cầu                                    | Một trong những ao hiếm hoi còn sót lại ở trung tâm Hà Nội. Ao nằm trong làng An Phú tại ngõ 5 đường Hoàng Quốc Việt, nổi tiếng với những điển tích là nơi xuất thân của một sĩ tử thời nhà Trần đỗ Trạng có hiệu là Đặng Huy Phong |          |
| Cầu Giấy                    | Hồ Dịch Vọng                              | Nằm trong công viên Cầu Giấy thuộc phường Dịch Vọng, nằm cạnh phố Thành Thái và phố Trần Thái Tông |          |
| Đống Đa                     | Hồ Hoàng Cầu (hồ Đống Đa)                 | Nằm giữa phố Hoàng Cầu, phố Đặng Tiến Đông và phố Mai Anh Tuấn |          |
| Đống Đa                     | Hồ Ba Mẫu                                 | Nằm bên cạnh hồ Bảy Mẫu ở công viên Thống Nhất |          |
| Đống Đa                     | Hồ Hào Nam                                | Nằm gần ga Cát Linh của tuyến đường sắt đô thị Cát Linh - Hà Đông |          |
| Đống Đa                     | Hồ Xã Đàn                                 | Nằm trong khu Trung Tự, giữa phố Hồ Đắc Di và phố Đặng Văn Ngữ |          |
| Đống Đa                     | Hồ Văn Chương                             | Nằm trong ngõ Văn Chương |          |
| Đống Đa                     | Hồ Thiên Quang Tĩnh                       | Nằm trong quần thể Văn Miếu – Quốc Tử Giám |          |
| Đống Đa                     | Hồ Linh Quang                             | Nằm giữa ngõ Linh Quang, ngõ Văn Chương và ngõ Lương Sử |          |
| Đống Đa                     | Hồ Sót                                    | Đằng sau bệnh viện Đống Đa |          |
| Đống Đa                     | Hồ Giám                                   | Nằm trên phố Quốc Tử Giám, đối diện với Văn Miếu |          |
| Đống Đa                     | Hồ Khương Thượng                          | Nằm trong phố Khương Thượng thuộc phường Khương Thượng |          |
| Đống Đa                     | Hồ Hố Mẻ                                  | Nằm góc phố Tôn Thất Tùng và đường Trường Chinh, cạnh trường Đại học Y |          |
| Đống Đa                     | Hồ Láng                                   | Nằm giữa phố Chùa Láng và đại sứ quán Nga |          |
| Hà Đông                     | Hồ Văn Quán và hồ Than Thở                | Cặp hồ nằm đối diện nhau qua đường 19/5 trong khu đô thị Văn Quán |          |
| Hà Đông                     | Hồ Văn Yên                                | Hồ nhỏ nằm phía nam hồ Văn Quán |          |
| Hà Đông                     | Đầm Khê                                   | Nằm trong khu đô thị Văn Khê phường Hà Cầu |          |
| Hoàn Kiếm                   | Hồ Hoàn Kiếm                              | Nằm trong khu phố cổ Hà Nội, có lịch sử văn hóa lâu đời gắn liền với thành phố |          |
| Hai Bà Trưng                | Hồ Bảy Mẫu                                | Hồ điều hòa của công viên Thống Nhất, nằm kẹp giữa ba đường Lê Duẩn - Đại Cồ Việt - Nguyễn Đình Chiểu |          |
| Hai Bà Trưng                | Hồ Thiền Quang                            | Nằm giữa phố Quang Trung, Nguyễn Du, Trần Bình Trọng và Trần Nhân Tông |          |
| Hai Bà Trưng                | Hồ Hai Bà Trưng                           | Thường gọi là hồ Hai Bà, nằm giữa phố Thọ Lão, phố Đồng Nhân và phố Lê Gia Định |          |
| Hai Bà Trưng                | Hồ Thanh Nhàn                             | Nằm giữa phố Võ Thị Sáu, đường Trần Khát Chân, phố Kim Ngưu và Thanh Nhàn, nay nằm trong Công viên Tuổi trẻ Thủ đô |          |
| Hai Bà Trưng                | Hồ Quỳnh                                  | Nằm giữa ngõ Quỳnh và phố Võ Thị Sáu. |          |
| Tây Hồ                      | Hồ Tây                                    | Hồ tự nhiên lớn nhất thành phố Hà Nội, hình thành từ sự chuyển dòng của sông Hồng |          |
| Tây Hồ                      | Hồ Quảng Bá                               | Hồ nhỏ nằm phía bắc hồ Tây, từng là một phần của hồ Tây |          |
| Tây Hồ                      | Hồ Bụng Cá (Hồ Tứ Liên)                   | Hồ thuôn, dài khoảng 750 m, nằm kẹp giữa đường Xuân Diệu và đường Âu Cơ |          |
| Tây Hồ                      | Đầm Bảy                                   | Trước thả rất nhiều sen và rộng chừng 7 hecta nhưng nay đã bị chia nhỏ ra thành nhiều ao nhỏ |          |
| Tây Hồ                      | Ao Hàm Long                               | Nằm ở phần gốc bán đảo Từ Hoa |          |
| Hoàng Mai                   | Hồ Linh Đàm                               | Bao quanh khu đô thị Linh Đàm (bán đảo Linh Đàm) |          |
| Hoàng Mai                   | Hồ Định Công                              | Nằm giữa Định Công Hạ, Định Công Thượng và sông Lừ hiện tại đang được cải tạo và kè để giữ được diện tích mặt nước hồ |          |
| Hoàng Mai                   | Đầm Sòi                                   | Nằm trong khu đô thị Định Công giữa đường Lê Trọng Tấn, Trần Điền và ngõ 192 Lê Trọng Tấn |          |
| Hoàng Mai                   | Đầm Dọc Ngang                             | Nằm trong ngõ 192 Lê trọng Tấn, hiện nay đầm chỉ còn khoảng 1/10 so với diện tích trước kia do sự lấn chiếm của các hộ dân |          |
| Hoàng Mai                   | Đầm Đỗi                                   | Giữa phố Định Công, Nguyễn Cảnh Dị và đường Giải Phóng hiện cũng đang bị san lấp để xây chung cư |          |
| Hoàng Mai                   | Hồ Yên Sở                                 | Là một phần của đầm Lớn giờ đã bị chia cắt thành nhiều hồ nhỏ khác nhau, nằm trong công viên Yên Sở, là một hồ điều hòa của thành phố                                                                                               |          |
| Hoàng Mai                   | Hồ Giáp Bát                               | Nằm gần đường Kim Đồng |          |
| Hoàng Mai                   | Hồ Đền Lừ                                 | Nằm trong khuôn viên công viên Đền Lừ giáp với đường Tân Mai thuộc phường Hoàng Văn Thụ |          |
| Hoàng Mai                   | Hồ Đồng Mụ và hồ Đồng Nổi                 | Nằm giữa đường Pháp Vân, sông Tô Lịch, đường Giải Phóng và ngõ Trung Kênh |          |
| Hoàng Mai                   | Hồ Đồng Vàng                              | Nằm giữa đường Pháp Vân, đường Pháp Vân - Cầu Giẽ và nhà máy nước Pháp Vân |          |
| Hoàng Mai                   | Hồ Đồng Riêng                             | Giữa sông Kim Ngưu, đường Pháp Vân, trung tâm Metro II đường Tam Trinh |          |
| Hoàng Mai                   | Hồ Đồng Khuyến và hồ Thanh Lan            | Giữa đường Pháp Vân, đường Tam Trinh và hồ Yên Sở, cũng là một phần của đầm Lớn |          |
| Long Biên                   | Hồ Cầu Tình                               | Nằm giữa phố Ngọc Lâm, phố Nguyễn Sơn và phố Ngô Gia Khảm |          |
| Long Biên                   | Hồ Tai Trâu                               | Hồ hẹp và dài khoảng 650 m, nằm gần đường lên cầu Long Biên |          |
| Long Biên                   | Hồ bến xe Gia Lâm và hồ vườn hoa Ngọc Lâm | Nằm cạnh phố Ngọc Lâm, là hồ điều hòa của vườn hoa Ngọc Lâm và bến xe Gia Lâm |          |
| Long Biên                   | Hồ Kim Quan                               | Nằm đối diện với UBND quận Long Biên |          |
| Long Biên                   | Hồ Harmony                                | Nằm giữa đường Đoàn Khuê và đường Chu Huy Mân |          |
| Bắc Từ Liêm và Nam Từ Liêm  | Hồ Hòa Bình                               | Hồ nhân tạo nằm trong công viên Hòa Bình |          |
| Bắc Từ Liêm và Nam Từ Liêm  | Hồ Phú Diễn                               | Trong làng Phú Diễn gần ga Diễn |          |
| Bắc Từ Liêm và Nam Từ Liêm  | Hồ Trung Văn                              | Nằm trong khu Trung Văn, gần làng Việt kiều châu Âu |          |
| Bắc Từ Liêm và Nam Từ Liêm  | Hồ Phùng Khoang                           | |          |
| Bắc Từ Liêm và Nam Từ Liêm  | Hồ nhà thờ Phùng Khoang                   | |          |
| Thanh Xuân                  | Hồ Rẻ Quạt                                | Nằm trong khu Hạ Đình |          |
| Thanh Xuân                  | Hồ Mễ Trì                                 | Nằm bên đường Lương Thế Vinh, Vũ Hữu và Khuất Duy Tiến |          |
| Thanh Xuân                  | Hồ Hình Thang                             | Giữa Lê Trọng Tấn và Trấn Diễn |          |
| Thanh Xuân                  | Hồ Lấn lớn, Hồ Lấn nhỏ, Hồ Lấn dần        | Các hồ này hiện đang ngày càng bị thu hẹp do người dân đang lấn chiếm trái phép |          |
| Thanh Xuân                  | Đầm Chuối                                 | Nằm giữa đường Bùi Xương Trạch và Vũ Tông Phan thuộc phường Khương Trung |          |
| Thanh Xuân                  | Đầm Hồng                                  | Nằm trong quần thể các hồ Lấn nhưng hiện chỉ còn đầm Hồng còn nguyên vẹn và được quy hoạch thành công viên Định Công |          |
| Thanh Trì                   | Đầm Mực                                   | |          |
| Gia Lâm                     | Hồ Trúc Lâm                               | Đối diện đền Trúc Lâm thuộc làng Công Đình |          |
| Gia Lâm                     | Đầm Hoà Bình                              | |          |
| Gia Lâm                     | Hồ Xóm Dâu                                | Thuộc làng Phù Đổng |          |
| Đông Anh                    | Đầm Vân Trì                               | |          |
| Đông Anh                    | Hồ Hải Bối                                | |          |
| Đông Anh                    | Hồ Sen                                    | |          |
| Đông Anh                    | Hồ Lộc Hà                                 | |          |
| Đông Anh                    | Đầm Sơn Du                                | |          |
| Đông Anh                    | Hồ Toản Xuyến                             | |          |
| Sóc Sơn                     | Hồ Đồng Quan                              | Thuộc xã Quang Tiến, nằm dưới chân núi Sóc, là hồ lớn nhất của huyện Sóc Sơn |          |
| Sóc Sơn                     | Hồ Đồng Đò                                | Thuộc xã Minh Trí, là một khu du lịch nổi tiếng. Đập hồ được xây dựng năm 2000, trữ nước của sông Đồng Đò phục vụ thủy lợi |          |
| Sóc Sơn                     | Hồ Hàm Lợn                                | Hồ thủy lợi nằm ở hõm vòng cung chính giữa dưới chân núi Hàm Lợn, là một khu dã ngoại nổi tiếng |          |
| Sóc Sơn                     | Hồ Hoa Sơn (hồ Chòm Núi)                  | Thuộc địa phận làng Hoa Sơn dưới chân núi Hàm Lợn, còn gọi là hồ Chòm Núi |          |
| Sóc Sơn                     | Hồ Núi Đền                                | Nằm cạnh quần thể đền Sóc |          |
| Sóc Sơn                     | Hồ Cầu Bãi                                | Hồ thủy lợi nằm ở phía bắc núi Hàm Lợn |          |
| Sóc Sơn                     | Hồ Kèo Cà                                 | Nằm dọc theo đường 35, ở giữa Núi Sóc và núi Hàm Lợn |          |
| Sóc Sơn                     | Hồ Ban Tiện                               | Hồ thủy lợi nhỏ hơn nằm bên cạnh hồ Đồng Đò |          |
| Sóc Sơn                     | Hồ Dược Thượng                            | |          |
| Sóc Sơn                     | Hồ Lương Châu và ngòi Lương Châu          | Một hệ thống liên thông dài khoảng 3,3 km chạy xung quanh làng Lương Châu và Đồng Chầm, từng là một phần của sông Cà Lồ |          |
| Sóc Sơn                     | Hồ Đất Trắng                              | |          |
| Sơn Tây                     | Hồ Đồng Mô                                | |          |
| Sơn Tây                     | Hồ Xuân Khanh                             | |          |
| Ba Vì                       | Hồ Suối Hai                               | Hồ nhân tạo lớn nhất Hà Nội, trữ nước từ hai con suối Yên Cư và Cầu Rồng dưới chân núi Ba Vì |          |
| Ba Vì                       | Đầm Long                                  | |          |
| Ba Vì                       | Hồ Yên Thịnh                              | |          |
| Ba Vì                       | Ao Vua                                    | Nằm dưới chân núi Ba Vì, là một khu du lịch nổi tiếng |          |
| Quốc Oai                    | Hồ Long Trì                               | Hồ nhỏ nằm cạnh chùa Thầy, dưới chân núi Thầy |          |
| Quốc Oai                    | Hồ Gai                                    | |          |
| Quốc Oai                    | Hồ Cụ                                     | |          |
| Quốc Oai                    | Hồ Đình                                   | |          |
| Quốc Oai                    | Hồ Bàng                                   | |          |
| Quốc Oai                    | Hồ Quốc Oai                               | |          |
| Quốc Oai                    | Hồ Đại Đồng                               | |          |
| Chương Mỹ                   | Hồ Đồng Sương                             | Hồ thủy lợi thuộc địa phận thôn Miếu Môn |          |
| Chương Mỹ                   | Hồ Xuân Mai                               | Nằm ở thị trấn Xuân Mai |          |
| Chương Mỹ                   | Hồ Kỳ Viên                                | Nằm cạnh làng Kỳ Viên |          |
| Chương Mỹ                   | Vực Ninh                                  | Hồ nhỏ nằm dưới chân núi Ninh, thị trấn Chúc Sơn |          |
| Mỹ Đức                      | Hồ Quan Sơn và hồ Tuy Lai                 | Một hệ thống liên thông hai hồ nối liền với nhau dài khoảng 13 km |          |